# Guillermo Montoya y Gauna
Guillermo Montoya y Gauna (f. 1881) fue un abogado español, académico de la Cervántica Española, secretario de la Diputación de Álava y director de El Anunciador Vitoriano.

## Biografía
Siguió la carrera de Derecho en la Universidad Libre de Vitoria y fue profesor del Real Ateneo Científico, Literario y Artístico de aquella ciudad. Aunque se desempeñó profesionalmente como abogado, también cooperó al desarrollo de la literatura y el periodismo de su ciudad natal. En ese sentido, fue académico y bibliotecario de la Academia Cervántica Española y director de El Anunciador Vitoriano. Una nota necrológica publicada en la revista Euskal-Erria a su muerte, acaecida en 1881, le reconocía haber trabajado «sin descanso en todas las sociedades científicas y en la mayor parte de las publicaciones de la prensa vitoriana». En los últimos años de vida ―habría muerto aún joven―, ocupó la secretaría de la diputación provincial.